# Simen Østensen
Simen Håkon Østensen (* 4. August 1984) ist ein norwegischer Skilangläufer, der Erfolge in den Sprintdisziplinen und bei Langstreckenrennen aufzuweisen hat.

## Werdegang
Østensen, der für Fossum IF startet, gab sein internationales Debüt im November 2002 bei FIS-Rennen in seiner Heimat Norwegen. Jedoch gelangen ihm weder dort noch bei seinen folgenden Starts im Skilanglauf-Continental-Cup herausragende Ergebnisse. Daraufhin verblieb er auch vorerst auf dieser Ebene des Skilanglaufs. Bei der Junioren-Weltmeisterschaft 2004 in Stryn belegte er beim Massenstart über 30 km den 11. Platz. Über 10 km im klassischen Stil belegte Østensen am Ende Rang 42. Mit der norwegischen Staffel erreichte er Rang fünf.
Zu Beginn des Winters 2004/05 startete er erstmals auch im Scandinavian Cup. Auch hier sammelte Østensen weiter Erfahrung, Top-Ergebnisse oder Siege blieben jedoch auch weiter aus. Zum Saisonende bekam er am Holmenkollen in Oslo erstmals einen Startplatz im Skilanglauf-Weltcup. Beim 50-km-Rennen musste er jedoch vorzeitig aufgeben und kam nicht ins Ziel.
In der Saison 2005/06 blieb Østensen ohne einen Weltcup-Start, konnte aber bei den FIS-Rennen in seiner Heimat deutliche Siege feiern. Nachdem er zu Beginn der folgenden Saison im Scandinavian Cup einige Podestplätze erreicht hatte, kam er zur Tour de Ski 2006/07 in den A-Kader. Bereits beim Sprint von München überzeugte er mit einem guten siebenten Platz. Auch über 30 km in Cavalese lief er auf Rang sieben. Am Ende der Tour stand Østensen auf dem dritten Rang der Gesamtwertung und feierte damit seinen ersten großen Weltcup-Erfolg. Dabei lag er nur 4 Sekunden hinter dem Zweitplatzierten, Alexander Legkow, und 50 Sekunden hinter dem Sieger Tobias Angerer.
Im Februar lief Østensen in Changchun beim Sprint-Weltcup auf den fünften Rang und reiste damit gestärkt zur Nordischen Skiweltmeisterschaft 2007 nach Sapporo. Dort startete er über die 30-km-Verfolgungs-Distanz, konnte das Rennen aber nicht beenden. Seine erste Weltcup-Saison beendete er wenig später auf Rang 11 der Weltcup-Gesamtwertung. Zudem wurde er 22. der Sprintweltcup-Wertung.
Zu Beginn der Saison 2007/08 gehörte er auch erstmals zur Staffelauswahl der Norweger. In Beitostølen lief er mit dem Team auf den sechsten Rang. Wenig später verpasste das Team in Davos als Vierter einen ersten Podestrang.
Bei der Tour de Ski 2007/08 trug Østensen nach dem Sprint in Prag am 30. Dezember 2007 das Goldene Trikot, er war also Erster der Gesamtwertung, da er beim Sprint Zweiter hinter Nikolai Morilow geworden war. Der Tscheche Lukáš Bauer nahm ihm die Führungsposition allerdings schon beim nächsten Rennen. Am Ende erreichte Østensen nur Rang 28 der Gesamtwertung der Tour. Im Februar gelang ihm beim Teamsprint in Liberec gemeinsam mit Martin Johnsrud Sundby sein erster Weltcup-Sieg. Beim Staffelweltcup in Falun musste sich Østensen gemeinsam mit Jens Arne Svartedal, Odd-Bjørn Hjelmeset und Tord Asle Gjerdalen nur der zweiten norwegischen Mannschaft geschlagen geben und landete am Ende auf Rang zwei.
In die Saison 2009/10 startete Østensen nach einem Jahr internationale Pause mit einem Sieg in der Qualifikation von Beitostølen, konnte aber im Rennen nur den 28. Platz erreichen. Bei der zum Jahreswechsel stattfindenden Tour de Ski 2009/10 gelang ihm bei der Sprintetappe in Prag mit dem dritten Platz eine sehr gute Platzierung. Da er diesen Erfolg jedoch in keiner anderen Etappe an diesen Erfolg anknüpfen und belegte daraufhin am Ende nur Rang 25 der Tour-Wertung. Im Anschluss an die Tour blieb er bis zum März ohne einen Weltcup-Start. Erst in Lahti gehörte Østensen wieder zum A-Kader und gewann mit der Staffel am 7. März das Rennen über 4 × 10 km. Wenig später startete er in seiner Heimat Lillehammer im Rahmen des Skilanglauf-Marathon-Cups und lief nach 54 km auf einen sehr guten dritten Platz. Am 27. März sicherte er sich in Tolga seinen ersten norwegischen Meistertitel.
Auch in der Saison 2010/11 fiel es Østensen schwer, an alte Erfolge anzuknüpfen. Die Tour de Ski 2010/11 musste er vorzeitig bereits im Val di Fiemme abbrechen. Nachdem auch in Otepää gute Leistungen ausblieben, verließ er bis zum Saisonende den A-Kader und startete wieder bei FIS-Rennen und im Skilanglauf-Marathon-Cup. Zum Beginn der Saison 2011/12 kam er zurück in den Weltcup-Kader, lief aber in Sjusjøen der Konkurrenz nur hinterher und lag am Ende auf Rang 80, weit hinter den angepeilten Weltcup-Punkterängen. Zwar konnte er in Rogla im Einzelrennen als 23. wieder Punkte gewinnen, in seiner eigentlichen Paradedisziplin Sprint blieb er aber als 53. chancenlos. Daraufhin verlor er erneut seinen Platz im A-Kader.
Erst zur Tour de Ski 2012/13 kam Østensen zurück ins Nationalteam, musste die Tour aber erneut vorzeitig abbrechen. Zurück im Skilanglauf-Marathon-Cup feierte er im Februar einen Sieg über die 63 km zwischen Otepää und Elva. Vier Wochen später startete er in Drammen noch einmal zu einem Sprint-Weltcup, blieb aber als 50. erneut ohne Weltcup-Punkte. Überraschend gehörte Østensen aber auch zur Saison 2013/14 wieder zur A-Auswahl. In Lillehammer überraschte er mit einem guten 11. Platz über die 15 km im klassischen Stil. Nur einen Tag später verpasste er mit der Staffel eine Podestplatzierung als Vierter nur knapp.
Zurück im Scandinavian Cup feierte er Siege in Vuokatti und Piteå. Bei der Norwegischen Meisterschaft 2014 in Molde sicherte er sich über 15 km seinen zweiten nationalen Titel. Nur gut eine Woche später sicherte er sich im Skilanglauf-Marathon-Cup den Sieg beim Marcialonga im Val di Fiemme. Zum Saisonende im Weltcup lief er in Oslo über die 50-km-Einzeldistanz noch einmal auf Rang zehn.
In der Saison 2016/17 belegte er beim Birkebeinerrennet und beim Reistadløpet jeweils den dritten Platz und errang damit den neunten Platz in der Ski Classics-Gesamtwertung.

## Erfolge
| Nr. | Datum            | Ort     | Disziplin                         |
| --- | ---------------- | ------- | --------------------------------- |
| 1.  | 17. Februar 2008 | Liberec | 6 × 1,4 km Teamsprint klassisch 1 |
| 2.  | 7. März 2010     | Lahti   | 4 × 10 km Staffel 2               |

| Nr. | Datum             | Ort      | Disziplin                       | Serie            |
| --- | ----------------- | -------- | ------------------------------- | ---------------- |
| 1.  | 14. Dezember 2013 | Vuokatti | 15 km klassisch Individualstart | Scandinavian Cup |
| 2.  | 6. Januar 2014    | Piteå    | 15 km Freistil Individualstart  | Scandinavian Cup |
| 3.  | 7. Februar 2014   | Meråker  | 15 km Freistil Individualstart  | Scandinavian Cup |
| 4.  | 9. Februar 2014   | Meråker  | 30 km klassisch Massenstart     | Scandinavian Cup |

| Nr. | Datum            | Ort                          | Rennen        | Disziplin                     |
| --- | ---------------- | ---------------------------- | ------------- | ----------------------------- |
| 1.  | 17. Februar 2013 | Otepää                       | Tartu Maraton | 63 km klassisch Massenstart   |
| 2.  | 26. Januar 2014  | Val di Fiemme / Val di Fassa | Marcialonga   | 70 km klassisch Massenstart 3 |

| Nr. | Datum           | Ort                          | Rennen      | Disziplin                     |
| --- | --------------- | ---------------------------- | ----------- | ----------------------------- |
| 1.  | 26. Januar 2014 | Val di Fiemme / Val di Fassa | Marcialonga | 70 km klassisch Massenstart 4 |

## Platzierungen im Weltcup
Die Tabelle zeigt die erreichten Platzierungen im Einzelnen.
- 1.–3. Platz: Anzahl der Podiumsplatzierungen
- Top 10: Anzahl der Platzierungen unter den ersten zehn
- Punkteränge: Anzahl der Platzierungen innerhalb der Punkteränge
- Starts: Anzahl gelaufener Rennen in der jeweiligen Disziplin
- Hinweis: Bei den Distanzrennen erfolgt die Einordnung gemäß FIS.

| Platzierung               | Distanzrennen a | Distanzrennen a | Distanzrennen a | Distanzrennen a | Distanzrennen a | Skiathlon Verfolgung | Sprint | Etappen- rennen b | Gesamt | Team c | Team c  |
| Platzierung               | ≤ 5 km          | ≤ 10 km         | ≤ 15 km         | ≤ 30 km         | > 30 km         | Skiathlon Verfolgung | Sprint | Etappen- rennen b | Gesamt | Sprint | Staffel |
| ------------------------- | --------------- | --------------- | --------------- | --------------- | --------------- | -------------------- | ------ | ----------------- | ------ | ------ | ------- |
| 1. Platz                  |                 |                 |                 |                 |                 |                      |        |                   |        | 1      | 1       |
| 2. Platz                  |                 |                 |                 |                 |                 |                      | 1      |                   | 1      |        | 1       |
| 3. Platz                  |                 |                 |                 |                 |                 |                      | 1      | 1                 | 2      |        |         |
| Top 10                    |                 |                 | 2               | 1               | 1               | 3                    | 8      | 1                 | 16     | 1      | 6       |
| Punkteränge               | 2               | 1               | 15              | 2               | 1               | 11                   | 13     | 4                 | 49     | 1      | 6       |
| Starts                    | 6               | 4               | 23              | 2               | 5               | 18                   | 22     | 5                 | 85     | 1      | 6       |
| Stand: Saisonende 2022/23 |                 |                 |                 |                 |                 |                      |        |                   |        |        |         |

| Saison  | Gesamt | Gesamt | Distanz | Distanz | Sprint | Sprint |
| Saison  | Punkte | Platz  | Punkte  | Platz   | Punkte | Platz  |
| ------- | ------ | ------ | ------- | ------- | ------ | ------ |
| 2006/07 | 362    | 11.    | 14      | 76.     | 108    | 22.    |
| 2007/08 | 266    | 27.    | 167     | 23.     | 87     | 32.    |
| 2008/09 | –      | –      | –       | –       | –      | –      |
| 2009/10 | 132    | 54.    | 23      | 80.     | 85     | 29.    |
| 2010/11 | 118    | 53.    | 31      | 60.     | 87     | 27.    |
| 2011/12 | 8      | 143.   | 8       | 89.     | –      | –      |
| 2012/13 | –      | –      | –       | –       | –      | –      |
| 2013/14 | 63     | 80.    | 63      | 49.     | –      | –      |
| 2014/15 | 112    | 56.    | 82      | 40.     | –      | –      |